# Alvin și veverițele: Naufragiați
Alvin și veverițele: Naufragiați (titlu original: Alvin and the Chipmunks: Chipwrecked) este un film american din 2011, regizat de Mike Mitchell și Miguel Rosas. Este al treilea film cu Alvin și veverițele după Alvin și veverițele și Alvin și veverițele 2. Distribuția a filmului îi include pe Jason Lee, David Cross, Jenny Slate, Justin Long, Matthew Gray Gubler, Jesse McCartney, Amy Poehler, Anna Faris și Christina Applegate. Filmul a fost distribuit de 20th Century Fox și produs de Fox 2000 Pictures, Regency Enterprises și Bagdasarian Company. A fost lansat pe 16 decembrie 2011 și a încasat 343 de milioane de dolari cu un buget de 80 de milioane de dolari, la recenzii și mai proaste decât filmele anterioare. Un al patrulea film, Marea aventură, a fost lansat la 18 decembrie 2015.

## Prezentare
Alvin și Veverițele sunt în vacanță într-o croazieră. Însă vaporul are câteva defecțiuni (pe alocuri parodie după Titanic) și eroii naufragiază pe o insulă pustie. În timp ce Dave își caută prietenii pierduți, veverițele se distrează pe noua lor insulă. În vreme ce veverițele caută drumul de întoarcere, ele descoperă că insula nu este pustie precum au crezut inițial. Dave Seville încearcă să-și recupereze prietenii dispăruți.

## Distribuție
- Jason Lee - David Seville
- David Cross - Ian Hawke
- Jenny Slate - Zoe
- Justin Long - Alvin Seville
- Matthew Gray Gubler - Simon Seville
- Jesse McCartney - Theodore Seville
- Christina Applegate - Brittany
- Anna Faris - Jeanette
- Amy Poehler - Eleanor
- Andy Buckley - Căpitanul Correlli
- Tucker Albrizzi - băiatul cu zmeul
- Phyllis Smith - însoțitor de bord